# Svetlana Tchesnokova
Pour les articles homonymes, voir Tchesnokova.
Svetlana Viktorovna Tchesnokova (en russe : Светлана Викторовна Чеснокова) est une joueuse de volley-ball russe née le 3 mars 1987. Elle mesure 1,87 m et joue au poste de centrale.

## Clubs
| Club                  | De        | À         |
| --------------------- | --------- | --------- |
| Ouraltransbank        | 2002-2003 | 2003-2004 |
| Ouralotchka NTMK      | 2004-2005 | 2010-2011 |
| Avtodor-Metar         | 2011-2012 | 2011-2012 |
| Khara Morin           | 2012-2013 | 2012-2013 |
| Ouralotchka NTMK      | 2013-2014 | 2013-2014 |
| VK Primorotchka       | 2014-2015 | 2014-2015 |
| Sparta Nijni Novgorod | 2015-2016 | 2015-2016 |
| VK Primorotchka       | 2016-2017 | 2017-2018 |
| Leningradka           | 2018-2019 | 2018-2019 |
| VK Primorotchka       | 2019-2020 | 2019-2020 |
| Zaretchie Odintsovo   | 2020-2021 | …         |